# Два трактати про правління

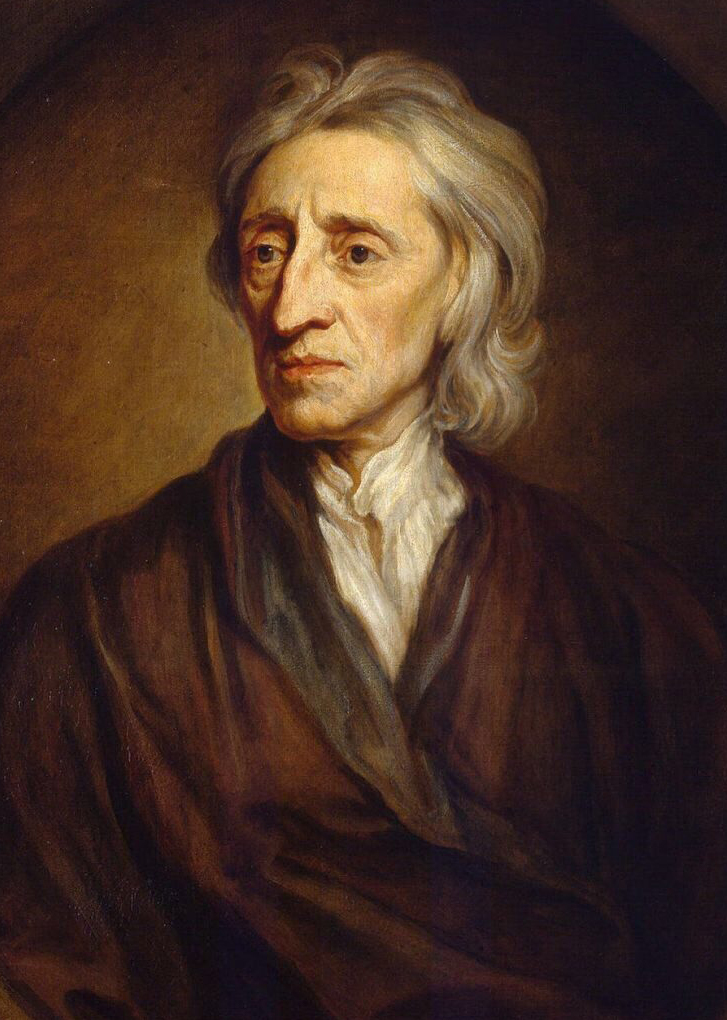
Джон Лок

«Два трактати про правління» (англ. Two Treatises of Government) — літературна праця англійського мислителя Джона Лока, завдяки якій його вважають батьком політичного лібералізму. Дана робота розділена на дві частини. У першій частині автор висловлює власну критику політичних поглядів сера Роберта Філмера і його послідовників. У другій частині розкриває власну систему поглядів, щодо походження держави і її ролі в суспільстві.

## Основні проблеми твору
Перша частина праці являє собою спростування ідей Роберта Філмера. Філмер стверджує, що основою державної влади монарха є Божа воля. Лок категорично не погоджується з даним тезисом Філмера. Він пропонує розрізняти те, що встановлено Богом, і те, що залежить від людської волі. Лок переконаний, що помилка Філмера полягає в тому, що він не проводить відмінності між людиною і тваринами, у яких дійсно існує право сильного. В основі, викладеної у «Двох трактатах про правління», теорії автора лежить критика абсолютної влади монарха, здійснюваної всупереч волі більшості громадян.
У другому трактаті Лок розмірковує про сутність і походження держави. Він доводить, що в первісному природному стані всі люди були вільні й рівні. Але ця свобода та рівність були багато в чому формальними. Люди не здатні уживатися один з одним, не порушуючи при цьому природні права, які, як вважав Лок, надані кожному з нас законом природи. У всіх людей є право на життя і право бути вільними до тієї міри, поки ці права не порушують свободу і природні права інших. Однак, без організованого елементу примусу люди, за словами Лока, змушені власноруч захищати свої власні природні права від інших людей. І для того, щоб більш ефективно захищати права всіх людей, вони, на думку Лока, об'єднались і уклали між собою суспільний договір. Цей договір забезпечує їх природні права шляхом заснування такої держави, яка приймає закони для їх захисту і слідкує за виконання цих законів.

Згода людей є тією єдиною основою, на яку спирається влада держави на думку Лока. Лок говорить про це абсолютно чітко: 
Якщо хто-небудь з тих, хто перебуває при владі, перевищує дану йому за законом владу і використовує силу, що знаходиться в його розпорядженні для таких дій по відношенню до підданих, які не дозволяються законом … то йому можна чинити опір, як і всякій іншій людині, яка силою зазіхає на права іншої. 
Якщо держава або правитель порушує права окремих громадян, то люди мають право організувати повстання і позбутися такого уряду або держави. "Коли ж законодавці намагаються відняти і знищити власність народу або повернути його у рабство деспотичної влади, то вони ставлять себе в стан війни з народом, який внаслідок цього звільняється від обов'язку будь-якої подальшої їм покори.

Лок вважав, що держава повинна функціонувати для досягнення тієї єдиної мети, заради якої вона спочатку і була створена, а саме для захисту життя, свободи і власності. Він зазначає у роботі: 
Коли якесь число людей таким чином погодилося створити спільноту або державу, то вони тим самим уже об'єднані та складають єдиний політичний організм, у якому більшість має право діяти і вирішувати за інших.

## Переклади українською
- Два трактати про врядування / Д. Лок ; пер. с англ. О. Терех, Р. Димирець. — Київ: Основи, 2001. — 265 с. — ISBN 966-500-172-8

- Лок, Джон. Два трактати про правління; пер. Павло Содомора — Київ: Наш Формат, 2020. — 312 с. — ISBN 978-617-7863-21-1